# شوری در استرالیا

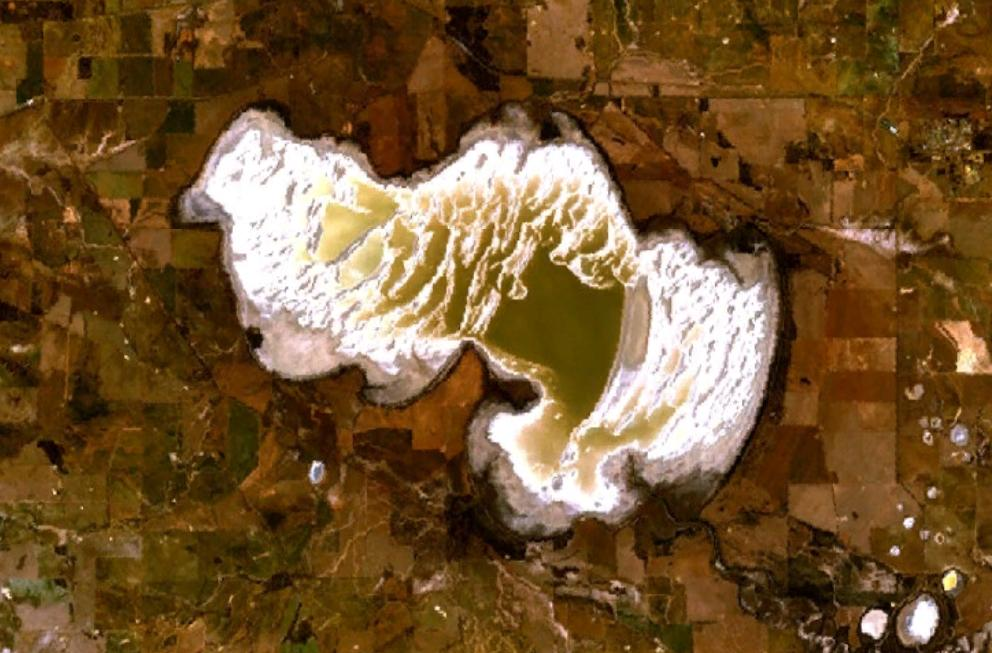
مناطق نزدیک دریاچه دامبلیونگ به دلیل افزایش شوری، برای چراگاه نامناسب شده‌اند.

شوری خاک و شوری زمین‌های خشک دو مشکل تخریب‌کننده محیط زیست استرالیا هستند. شوری در بیشتر ایالت‌ها نگران‌کننده است، اما به‌ویژه در جنوب غربی استرالیای غربی
مالی شرقی و مالی غربی در استرالیای غربی مناطقی هستند که مستعد شوری هستند و اقدامات اصلاحی کمی برای رفع این مشکل انجام شده است. زمین‌های اطراف دریاچه براید - دریاچه شرقی براید و دریاچه دامبلیونگ نیز تحت تأثیر قرار گرفته‌اند.
در دره رودخانه موری، آبیاری باعث مشکلات شوری شده است. زمین‌های اطراف شهر وریمول در شمال غربی ویکتوریا به دلیل پاکسازی زمین، تحت تأثیر شوری قرار گرفته‌اند.

## فرایند
خاک استرالیا به‌طور طبیعی حاوی نمک است که طی هزاران سال انباشته شده است. این نمک ممکن است از بادهای غالب حامل نمک اقیانوس، تبخیر دریاهای داخلی و از سنگ‌های مادر هوازده ناشی شود. بارندگی این نمک را در سطح زمین جذب می‌کند و آن را به زیر خاک منتقل می‌کند، جایی که در پروفیل‌های خاک غیراشباع ذخیره می‌شود، تا زمانی که دوباره توسط آب‌های زیرزمینی و بالا آمدن سطح آب‌های زیرزمینی به حرکت درآید. وقتی این آب‌های زیرزمینی به سطح زمین نزدیک‌تر می‌شوند، این نمک نیز بالا می‌آید. همان‌طور که آب در نهایت تبخیر می‌شود، تمام این نمک غلیظ را به جا می‌گذارد و در نتیجه باعث شوری خاک می‌شود. این می‌تواند ناشی از عدم تعادل در چرخه هیدرولوژیکی یا آبیاری باشد.
قبل از استقرار بریتانیایی‌ها در سال ۱۷۸۸، سطح آب‌های زیرزمینی در حالت تعادل بود. تغذیه فصلی و استفاده از آب‌های زیرزمینی در تمام طول سال توسط گیاهان بومی ریشه‌دار عمیق منجر به ثابت ماندن سطح آب‌های زیرزمینی شد. پاکسازی زمین در استرالیا منجر به از بین رفتن این پوشش گیاهی بومی شده و عمدتاً با کشاورزی و محصولات مرتعی جایگزین شده است. اینها اغلب گیاه یک‌ساله با ریشه‌های کم‌عمق هستند که قادر به جذب و جذب کافی آب‌های زیرزمینی ذخیره شده و در حال افزایش نیستند. این امر باعث ایجاد عدم تعادل در چرخه هیدرولوژیکی شده و منجر به شوری آب در مناطق خشک می‌شود. شوری به عنوان میزان نمک محلول در ماده‌ای مانند خاک یا آب طبقه‌بندی می‌شود. شوری می‌تواند از رشد محصولات کشاورزی و سایر پوشش‌های گیاهی جلوگیری کند و زمین را خالی بگذارد.

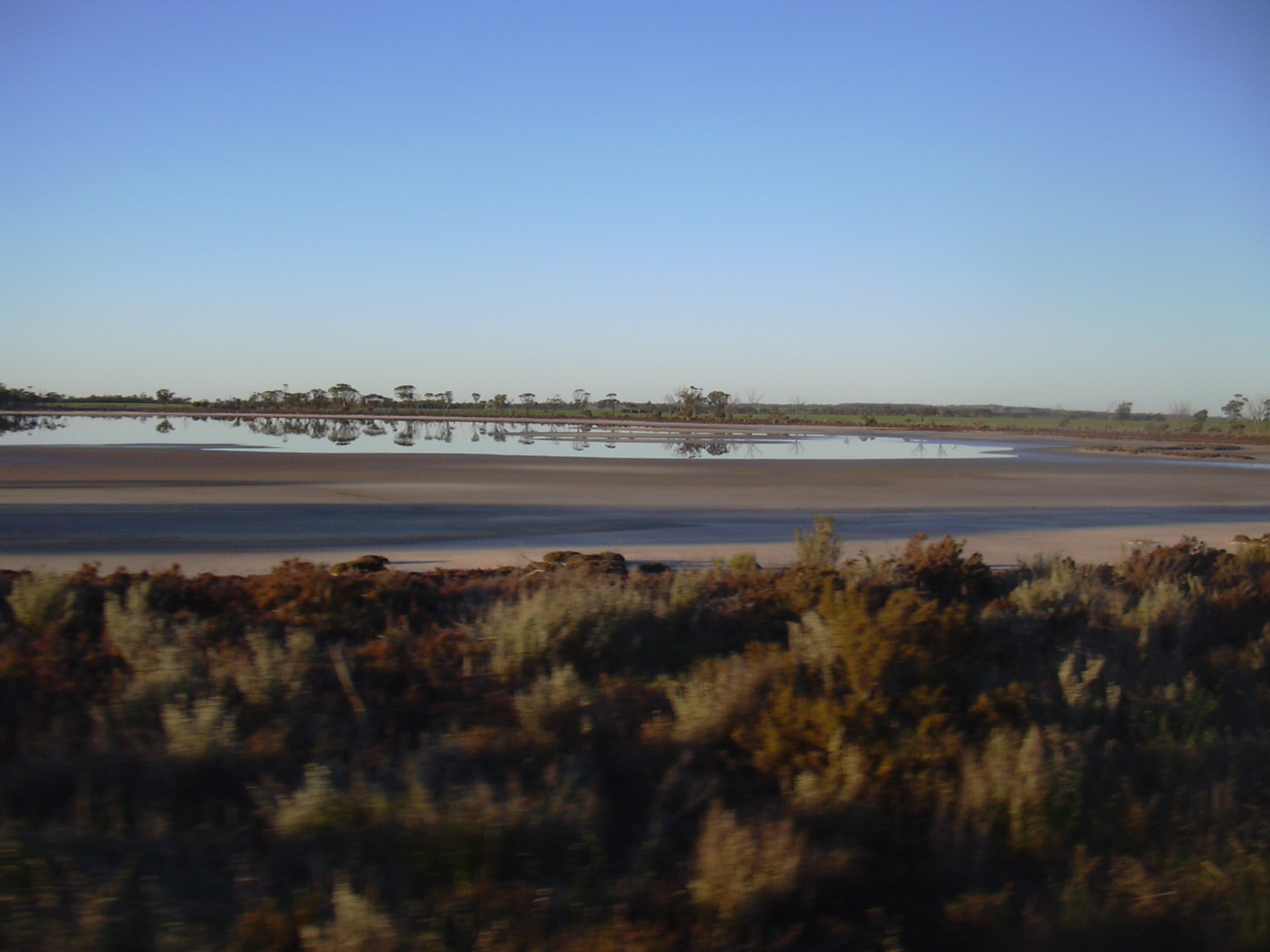
خسارت شوری در منطقه گندم‌زار استرالیای غربی در نزدیکی بابکین.

آبیاری نیز در افزایش شوری خاک نقش دارد. اولاً، افزودن آبیاری برای شبیه‌سازی بارندگی، و اگر در سطوح مناسب اعمال نشود، می‌تواند منجر به تغذیه مجدد سفره‌های آب زیرزمینی شود و افزایش سطح آب زیرزمینی را افزایش دهد. ثانیاً، خود آب آبیاری می‌تواند حاوی نمک‌هایی باشد که با استفاده از آن در خاک رسوب می‌کنند. این سطح نمک می‌تواند از ۰٫۵ تا ۲ تن در هکتار در سال متغیر باشد و می‌تواند سطح نمک طبیعی را به میزان زیادی افزایش دهد.

## اثرات و پیامدها
با گذشت زمان، این فرایند باعث شده است که لایه‌های نازک خاک سطحی به‌طور برگشت‌ناپذیری شور شوند و دیگر برای کشاورزی مناسب نباشند. تا سال ۱۹۹۹، تخمین زده می‌شود که ۲٫۵ از زمان معرفی روش‌های کشاورزی اروپایی، میلیون‌ها هکتار زمین شور شده است.
در حال حاضر، حدود ۵٫۷ میلیون هکتار زمین به عنوان «پتانسیل بالا» برای شور شدن طبقه‌بندی می‌شود و انتظار می‌رود این تعداد به ۱۷ هکتار افزایش یابد. میلیون هکتار تا سال ۲۰۵۰.
سطوح بالای نمک خاک تأثیر چشمگیری بر نواحی ریشه گیاهان، چه در پوشش گیاهی بومی و چه در محصولات کشاورزی و مرتعی، تالاب‌های طبیعی و آبراه‌های اطراف دارد. افزایش نمک می‌تواند توانایی گیاهان در جذب آب از طریق ریشه‌هایشان از طریق اسمز را کاهش دهد، از طریق افزایش سطح سدیم و کلرید باعث سوختگی و نکروز برگ‌ها شود و عدم تعادل مواد مغذی و یونی ایجاد کند که منجر به رشد ضعیف و مرگ می‌شود. شوری همچنین می‌تواند از طریق اکسیداسیون، بر زیرساخت‌هایی مانند جاده‌ها، ساختمان‌ها، لوله‌های زیرزمینی و کابل‌ها تأثیر منفی بگذارد.
زیرگونه موهلنبکیا هوریدا آبدیتا که معمولاً با نام علمی درخت خاردار دورافتاده شناخته می‌شود، به دلیل عدم تحمل شوری، گونه‌ای در معرض خطر انقراض است.

### تأثیرات بر اساس ایالت

#### نیو ساوت ولز
در حال حاضر ۵ درصد از نیو ساوت ولز تحت تأثیر شوری زمین‌های خشک قرار دارد و حدود ۵۰ درصد در معرض تهدید است. ۱۵٪ از زمین‌های آبیاری شده فعلی تحت تأثیر قرار گرفته‌اند و تا ۳۰٪ در حال حاضر در معرض تهدید هستند. مناطق اصلی که در حال حاضر تحت تأثیر قرار گرفته‌اند و در معرض خطر بالایی هستند، حوضه آبریز رودخانه مورومبیجی در نزدیکی گریفیت، و حوضه آبریز رودخانه جمالونگ در نزدیکی فوربز، و همچنین منطقه آبیاری رودخانه موری در نزدیکی دنیلیکوین هستند.

#### ویکتوریا
سطح فعلی شوری در ویکتوریا نسبتاً کم است و انتظار می‌رود تأثیر اصلی آن در سال‌های آینده در مناطق پرخطر رخ دهد. این مناطق پرخطر شامل حوزه‌های آبخیز کامپاسپ، لودون، کورانگامیت، گلنلگ-هاپکینز، گولبرن-بروکن و مناطق ویمرا و مالی می‌شوند. هزینه فعلی برای ویکتوریا سالانه ۵۰ میلیون دلار تخمین زده می‌شود. انتظار می‌رود این میزان به‌طور قابل توجهی افزایش یابد و تأثیرات آن بر زمین‌های کشاورزی، تالاب‌ها و زیرساخت‌ها در مناطق پرخطر افزایش یابد، که عمدتاً تا حدی به دلیل افزایش ۱۰ برابری سطح نمک تا سال ۲۰۵۰ است.

#### استرالیای غربی
غرب استرالیا با حدود ۷۰ درصد، بیشترین زمین‌های تحت تأثیر شوری در استرالیا را در خود جای داده است. در حال حاضر بیش از ۲ میلیون هکتار تحت تأثیر قرار گرفته است و حدود ۴ میلیون هکتار زمین در حال حاضر به عنوان پرخطر فهرست شده‌اند و ۵۰٪ از آب‌های قابل انتقال در حال حاضر بیش از حد شور در نظر گرفته می‌شوند. حدود ۴۵۰ گونه گیاهی بومی مناطقی هستند که در معرض خطر بالای شور شدن آب قرار دارند ۷۵ درصد از گونه‌های پرندگان آبزی در حال کاهش هستند، ۷۵ درصد از عمر جاده‌های آب‌بندی شده کاهش یافته و ۴۰۰ میلیون دلار سود از دست رفته است

#### استرالیای جنوبی
شوری در جنوب استرالیا، مشکلی است که تمام مناطق اصلی کشاورزی را تحت تأثیر قرار داده و ۳۷۰۰۰۰ هکتار از زمین‌ها و تالاب‌ها را درگیر کرده است. با نرخ‌های فعلی، انتظار می‌رود این میزان تا سال ۲۰۵۰، ۶۰ درصد افزایش یابد. پیش‌بینی می‌شود که این امر سالانه حدود ۴۷ میلیون دلار ضرر برای ایالت به دلیل از دست دادن سود کشاورزی داشته باشد و بیش از ۲۰٪ از آب‌های زیرزمینی را به سطوحی بالاتر از حد مجاز برای مصرف انسان آلوده کند.

#### تاسمانی
تاسمانی نسبتاً تحت تأثیر شوری قرار نگرفته است، به طوری که حدود ۱٪ از زمین‌های کشاورزی و ۸٪ از زمین‌های کشاورزی تحت تأثیر منفی نمک قرار دارند و در نتیجه هزینه جاری برای ایالت حدود ۵ میلیون دلار در سال است که تا سال ۲۰۵۰ به حدود ۱۳ میلیون دلار افزایش می‌یابد. بخش عمده این شوری ناشی از آبیاری است.

#### کوئینزلند
کوئینزلند به دلیل بارندگی‌های فصلی منحصر به فردش، کمترین آسیب را در بین ایالت‌های استرالیا دیده است. در حال حاضر حدود ۱۵۰۰۰ هکتار تحت تأثیر قرار گرفته است که ۳٫۱ میلیون هکتار آن در معرض خطر بالا قرار دارد. با این حال، با نرخ فعلی، پیش‌بینی می‌شود که شوری تا سال ۲۰۵۰ تأثیرات متوسطی بر زمین و زیرساخت‌ها داشته باشد، به طوری که ۱۲۰۰۰ کیلومتر جاده، ۱۵۰۰ کیلومتر خطوط ریلی، و حدود ۲٫۸ میلیون هکتار از زمین‌های کشاورزی، پوشش گیاهی باقی‌مانده، و تالاب‌ها و نهرها به‌طور منفی تحت تأثیر قرار گرفتند

## برای مطالعهٔ بیشتر
- جارد دایموند، فروپاشی: چگونه جوامع راه شکست یا موفقیت را انتخاب می‌کنند، انتشارات پنگوئن، ۲۰۰۵ و ۲۰۱۱ (شابک ‎۹۷۸۰۲۴۱۹۵۸۶۸۱ ‏). به فصل ۱۳ با عنوان «مراجعه کنید «معدنکاری» استرالیا» (صفحات ۳۷۸–۴۱۶).